# Judith Wiesner
Judith Pözl Wiesner (Hallein, 2 marzo 1966) è un'ex tennista austriaca.

## Biografia
In carriera ha vinto 5 titoli in singolare e 3 titoli di doppio. Nei tornei del Grande Slam ha ottenuto il suo miglior risultato raggiungendo le semifinali di doppio all'Open di Francia nel 1990, in coppia con la francese Nathalie Tauziat.
In Fed Cup ha disputato un totale di 66 partite, ottenendo 39 vittorie e 27 sconfitte.
Ha preso parte a due edizioni olimpiche: nel 1992 in doppio e nel 1996 in singolo.

## Statistiche

### Singolare

#### Vittorie (5)
| Numero | Anno           | Torneo                                    | Superficie  | Avversaria in finale | Punteggio     |
| 1.     | 24 luglio 1988 | WTA Aix-en-Provence Open, Aix-en-Provence | Terra rossa | Sylvia Hanika        | 6–1, 6–2      |
| 2.     | 16 luglio 1989 | Arcachon Cup, Arcachon                    | Terra rossa | Barbara Paulus       | 6–3, 6–7, 6–1 |
| 3.     | 24 maggio 1992 | Internationaux de Strasbourg, Strasburgo  | Terra rossa | Naoko Sawamatsu      | 6-1, 6-3      |
| 4.     | 29 agosto 1994 | Schenectady Open, Schenectady             | Cemento     | Larisa Neiland       | 7-5, 3-6, 6-4 |
| 5.     | 30 luglio 1995 | WTA Austrian Open, Maria Lankowitz        | Terra rossa | Ruxandra Dragomir    | 7–6, 6–3      |

### Singolare

#### Finali perse (7)
| Numero | Anno           | Torneo                                                   | Superficie  | Avversaria in finale | Punteggio     |
| 1.     | 22 maggio 1988 | Internationaux de Strasbourg, Strasburgo                 | Terra rossa | Sandra Cecchini      | 3-6, 0-6      |
| 2.     | 26 marzo 1990  | Lipton International Players Championships, Key Biscayne | Cemento     | Monica Seles         | 1-6, 2-6      |
| 3.     | 21 luglio 1991 | WTA Austrian Open, Kitzbühel                             | Terra rossa | Conchita Martínez    | 1-6, 6-2, 3-6 |
| 4.     | 23 maggio 1993 | Internationaux de Strasbourg, Strasburgo                 | Terra rossa | Naoko Sawamatsu      | 6-4, 1-6, 3-6 |
| 5.     | 18 luglio 1993 | WTA Austrian Open, Kitzbühel                             | Terra rossa | Anke Huber           | 4-6, 1-6      |
| 6.     | 31 luglio 1994 | WTA Austrian Open, Maria Lankowitz                       | Terra rossa | Anke Huber           | 3-6, 3-6      |
| 7.     | 5 gennaio 1997 | ASB Classic, Auckland                                    | Cemento     | Marion Maruska       | 3-6, 1-6      |

### Doppio

#### Vittorie (3)
| Numero | Anno            | Torneo                                   | Superficie  | Compagna       | Avversarie in finale                 | Punteggio |
| 1.     | 11 ottobre 1987 | Athens Trophy, Atene                     | Terra rossa | Andrea Betzner | Kathleen Horvath Dianne van Rensburg | 6–4, 7–6  |
| 2.     | 7 agosto 1988   | Athens Trophy, Atene                     | Terra rossa | Sabrina Goleš  | Silke Frankl Sabine Hack             | 7–5, 6–0  |
| 3.     | 28 maggio 1989  | Internationaux de Strasbourg, Strasburgo | Terra rossa | Mercedes Paz   | Lise Gregory Gretchen Magers         | 6–3, 6–3  |

### Doppio

#### Finali perse (6)
| Numero | Anno             | Torneo                            | Superficie  | Compagna          | Avversarie in finale                | Punteggio     |
| 1.     | 31 luglio 1988   | Citizen Cup, Amburgo              | Terra rossa | Andrea Betzner    | Jana Novotná Tine Scheuer-Larsen    | 4-6, 2-6      |
| 2.     | 30 aprile 1989   | Barcelona Ladies Open, Barcellona | Terra rossa | Arantxa Sánchez   | Jana Novotná Tine Scheuer-Larsen    | 2-6, 6-2, 6-7 |
| 3.     | 22 ottobre 1989  | Open di Zurigo, Zurigo            | Sintetico   | Nathalie Tauziat  | Jana Novotná Helena Suková          | 3-6, 6-3, 4-6 |
| 4.     | 28 aprile 1991   | Barcelona Ladies Open, Barcellona | Terra rossa | Nathalie Tauziat  | Martina Navrátilová Arantxa Sánchez | 1-6, 3-6      |
| 5.     | 26 aprile 1992   | Barcelona Ladies Open, Barcellona | Terra rossa | Nathalie Tauziat  | Conchita Martínez Arantxa Sánchez   | 4–6, 1–6      |
| 6.     | 28 febbraio 1993 | Generali Ladies Linz, Linz        | Sintetico   | Conchita Martínez | Evgenija Manjukova Leila Meskhi     | WALKOVER      |